# Ian Miller (cestista)
Ian Miller (Charlotte, 28 settembre 1991) è un cestista statunitense.

## Carriera

### College
Miller ha militato nel college di Florida State tra il 2010 e il 2014. Nell'ultima stagione ha avuto una media di 14 punti a partita in circa 28 minuti. 
Durante l'estate 2014 ha disputato la Summer League di Las Vegas con la maglia dei Detroit Pistons siglando quasi 10 punti e 3 assist di media, ma non riuscendo ad ottenere un contratto professionistico negli Stati Uniti.

### Serie A2
Nel 2014-15 approda in Italia con un contratto annuale con la Aurora Basket Jesi, al suo esordio segna 43 punti contro la Leonessa Brescia. L'ottimo rendimento convince i dirigenti della PMS Torino ad ingaggiarlo in sostituzione dell'americano Davion Berry. Il 1 febbraio esordisce con la squadra di Torino con la quale, a fine stagione, festeggerà la vittoria del campionato e la promozione in Serie A.
Il 17 marzo 2016 approda nella Scaligera Basket Verona

### Serie A
Nell'estate del 2015 trova l'accordo per un'altra stagione a Torino nella Auxilium che riprende l'eredità della PMS Torino ed il nome della squadra che ha militato in Serie A negli anni '70 e '80.

## Palmarès
- Campione d'Italia Dilettanti: 1

PMS Torino: 2015
- Supercoppa greca: 1

Promitheas Patrasso: 2020